# El castigo sin venganza
El castigo sin venganza (en català El càstig sense venjança) és una obra teatral que Lope de Vega va compondre en 1631, a l'edat de 69 anys. En aquesta tragèdia, Lope narra la relació amorosa del Comte Federico amb Casandra, la jove esposa del seu pare, el Duc de Ferrara, i la resposta d'aquest quan descobreix l'adulteri. El tema principal d'aquesta peça és l'honor, que es manifesta en el càstig que el Duc imposa als amants ocultant la causa real (el seu deshonor) sota una falsa causa política.
Altres temes tractats en l'obra són la relació gairebé incestuosa entre Federico i Casandra i l'amor del Duc pel seu fill. L'argument està inspirat en un fet real ocorregut a Itàlia, com diu en els últims versos el personatge de Batín, criat de Federico i graciós de l'obra.

## Representacions destacades
- Teatro Español, Madrid, 1919.[4]
  - Intèrprets: Carmen Ruiz Moragas, Francisco Fuentes, Ricardo Calvo, Carmen Seco, Emilio Mesejo.
- Teatro Español, Madrid, 1943.[5]
  - Decorats: Emilio Burgos.
  - Intèrprets: Mercedes Prendes, Alfonso Muñoz, José María Seoane, Porfiria Sanchís, Julia Delgado Caro, Gonzalo Llorens.
- Teatro Español, Barcelona, 1968.[6]
  - Intèrprets: Gemma Cuervo, Luis Prendes, Fernando Guillén.
- Vàries localitats, 1980.
  - Intèrprets: Carmen de la Maza.
- Teatro Español, Madrid, 1985.[7]
  - Direcció: Miguel Narros.
  - Intèrprets: Juan Ribó, Ana Marzoa, Inma de Santis, José Luis Pellicena, Fernando Valverde, Miguel Ayones, Paca Gabaldón, Claudia Gravy, Francisco Vidal.
- Teatro Pavón, Madrid, 2005.[8]
  - Direcció: Eduardo Vasco.
  - Intèrprets: Marcial Álvarez, Clara Sanchís.
- Teatros del Canal, Madrid, 2011.[9]
  - Direcció: Ernesto Arias.
  - Intèrprets: Gerardo Malla, Lidia Otón.
- Teatro de la Comedia, Madrid, 2018.[10]
  - Direcció: Helena Pimenta.
  - Intèrprets: Beatriz Argüello, Lola Baldrich, Rafa Castejón, Carlos Chamarro, Nuria Gallardo, Joaquín Notario, Íñigo Álvarez de Lara, Javier Collado, Fernando Trujillo, Alejandro Pau, Anna Maruny.